# Pudor (película)
Pudor es una película española, dramática, dirigida por Tristán Ulloa y David Ulloa estrenada en el 13 de abril de 2007. Está protagonizada por Nancho Novo y Elvira Mínguez. Está basada en la novela homónima de Santiago Roncagliolo y narra varias historias con un denominador común: el pudor. Su calificación es no recomendada para menores de 13 años.

## Argumento
Pudor relata la historia de una familia de clase media que está desmoronándose. El padre oculta una enfermedad incurable, la madre es una mujer hundida que recibe mensajes eróticos anónimos, el hijo ve fantasmas, la hija atraviesa la confusión de la pubertad y el abuelo vive la última oportunidad del amor. A pesar de compartir vivienda y experiencias como cualquier familia, cada uno de ellos arrastra su soledad particular que les lleva a sumirse en una espiral de incomunicación.

## Reparto
La película cuenta con un gran reparto. Nancho Novo es Alfredo, el padre de familia que oculta su enfermedad con el objetivo de no preocupar a su familia. Julia, la madre, es encarnada por Elvira Mínguez. Marisa, la hija mayor de la familia que afronta las dudas generadas por la pubertad, es interpretada por Natalia Rodríguez (actriz). Celso Bugallo toma el papel del Abuelo que espera poder volver a sentir el amor antes de morir.

## Producción
La producción de la película corre a cargo de José Antonio Félez. La empresa productora de la película es Tesela Producciones Cinemtográficas S.L. El rodaje comenzó el 12 de junio de 2006 y terminó el 2 de agosto del mismo año. Es decir, tuvo una duración de 51 días. La película se rodó completamente en Gijón, Asturias, España. En total, la duración del largometraje es de 113 minutos y su metraje original fue de 3.082 metros. La música de la película fue creada por David Crespo. La dirección de fotografía corrió a cargo de David Omedes. Las cámaras que se utilizaron fueron unas Arricam ST con ópticas Zeiss UltraPrime.

## Lanzamiento
El tráiler de la película, con una duración de 3 minutos, fue calificado como no apto para menores de trece años. Más tarde, la resolución publicada el 13 de septiembre de 2007 sobre el largometraje completo, volvió a calificarlo como no apto para menores de 13 años. La película se estrenó el 13 de abril de 2007.

## Recepción
Con 48.200 espectadores en España, la película recaudó un total de 257.684,83 euros. La distribuidora nacional de la película fue Alta Classics S.L. Por otro lado, en el ámbito internacional se encargó Sogepaq Internacional.
Pudor consiguió una crítica buena en periódicos de España:
- "Muy fiel al espíritu de esa novela, aunque le falta el humor negro del original. Es una película dura y áspera (...). Tiene algún error de casting con los personajes adultos, pero me encantan los niños y las dos adolescentes", Carlos Boyero, El Mundo (España).[4]

- "Demoledor drama de personajes unidos por el dolor. (...) Tremendamente ambiciosa (...) filmada con una modernidad no exenta de elegancia", Javier Ocaña: Diario El País.[4]

## Premios
- Fue nominada, en 2007, a los Premios Goya por Mejor Dirección Nobel Tristán Ulloa y David Ulloa y Mejor Guion Adaptado Tristán Ulloa.[5]
- Fue galardonada, en el mismo año, en el Festival de Málaga Cine en Español con el Premio a Mejor Actriz para Elvira Mínguez.[5]
- Fue galardonada también en el Festival Internacional de Cine de Karlovy Vary con el Premio a Mejor Actriz para Elvira Mínguez.[5]